# Branko Segota
Branko Segota (Fiume, 1961. június 8. – ) kanadai válogatott labdarúgó. 

## Pályafutása

### Klubcsapatban
Fiumében született, Jugoszláviában, 7 éves volt, amikor a családjával Kanadába költözött. 1978-ban a Montréal Castorsban kezdte a pályafutását. 1978 és 1981 között az amerikai New York Arrows játékosa volt, de közben a Rochester Lancersben is megfordult. 1981 és 1983 között a Fort Lauderdale Strikers csapatát erősítette nagy pályán és teremben egyaránt. 1984-ben a Golden Bay Earthquakes játékosa volt. 1984-től 1991-ig a San Diego Sockersben játszott teremben. 1988-ban a Toronto Blizzardban még játszott nagy pályán, de ezt követően már csak teremben lépett pályára. Szerepelt még a St. Louis Storm (1991–92), a Las Vegas Dustdevils (1994–95) és a Baltimore Spirit (1996–97) csapatában.

### A válogatottban
1980 és 1988 között 20 alkalommal szerepelt a kanadai válogatottban és 3 gólt szerzett. Részt vett az 1986-as világbajnokságon, ahol Kanada mindhárom csoportmérkőzésén csereként lépett pályára.

### Edzőként
2004-ben a Cleveland Internationals csapatánál dolgozott segédedzőként. 